# Fufu

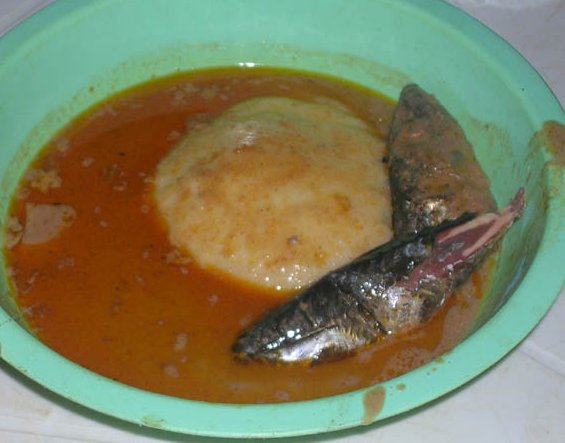
Fufu en una sopa de nous juntament amb un peix.

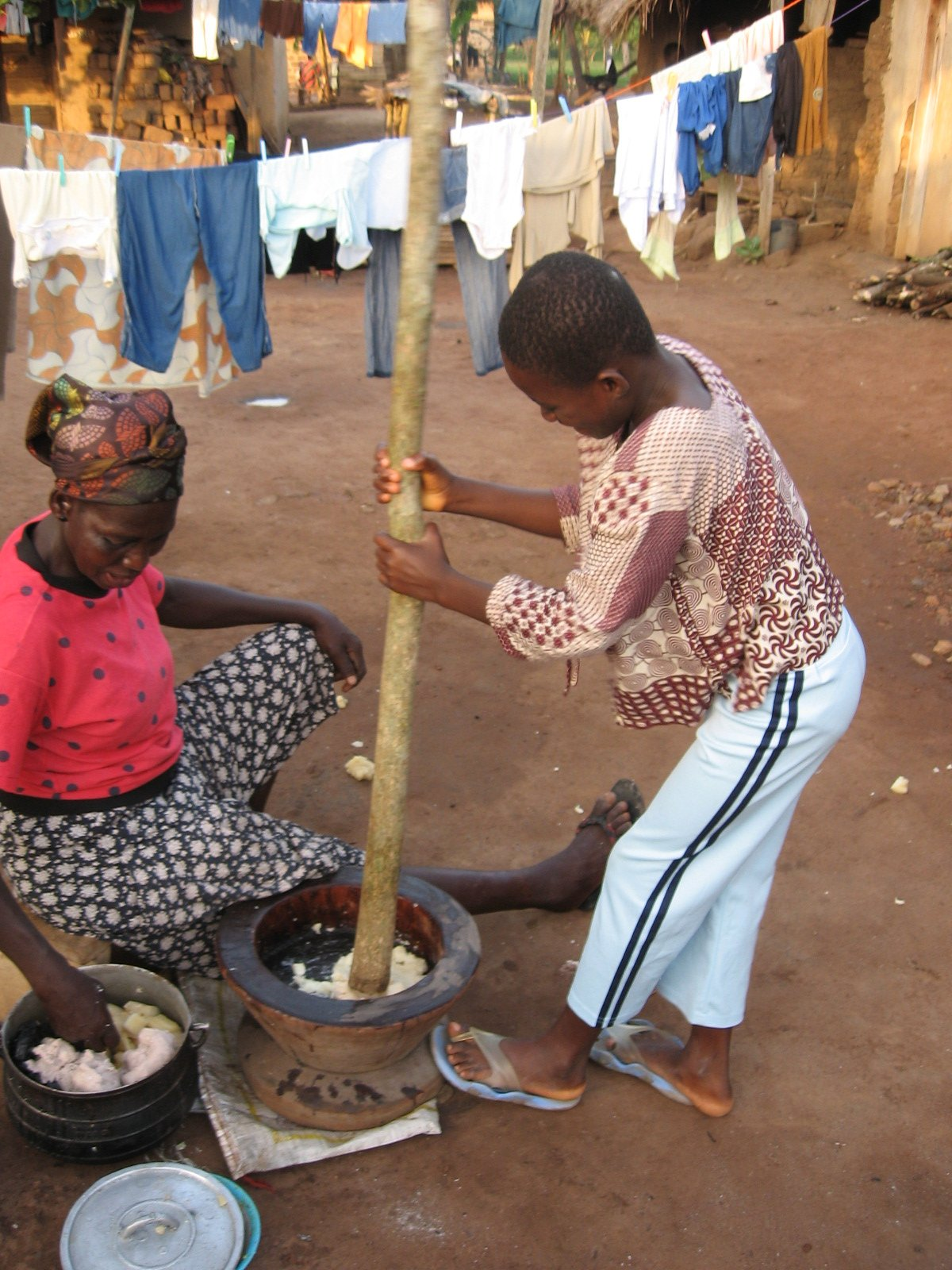
Elaboració del Fufu.

El fufu (també foofoo, foufou, foutou) es tracta d'una preparació culinària originària de la cuina ghanesa (de l'ètnia aixanti), del que es considera és un aliment bàsic. Per extensió el fufu s'ha estès per les cuines d'Àfrica central i occidental. L'aliment és elaborat amb una mescla d'arrels amb contingut de midó com sol ser el nyam i la casava (mandioca). Aquestes arrels després d'haver estat cuites convenientment se solen moldre en un morter de fusta. En l'actualitat aquest producte es pot trobar en els supermercats en forma de pols ja preparada per cuinar afegint-li aigua calenta.

## Orígens
El fufu és conegut originàriament a Ghana i procedeix dels aixanti. Els immigrants procedents de Nigèria, Togo i Costa d'Ivori el van descobrir com a aliment i el van modificar convenientment. La paraula original 'fufuo' posseeix dos significats, d'una banda el color que posseeix l'aliment en ser cuinat (blanc) i per una altra la forma en què és elaborat que es denomina fu-fu (acte de molta). Aquesta molta se sol fer amb dues persones, mentre un prepara, un altre subjecta el recipient.

## Variants
El preparat ha anat sofrint diverses variants a mesura que es va anar estenent al llarg del continent Africà. Alguns plats són molt similars, un cas és l'ugali sub-saharià elaborat amb diverses farines. A causa de les migracions forçoses d'esclaus a Amèrica les cuines del Carib posseeixen plats que recorden al fufu, est és el cas del mofongo. A Cuba quan es parla del fufú (paraula aguda) s'està referint a un plat preparat d'idèntica manera que el mofongo portoriqueny a força de plàtan aixafat.

### Àfrica Occidental
En Àfrica Occidental sol elaborar-se amb les arrels del nyam i com a afegiment sol posar-se cocoyame (nkontomire) i blat de moro. És freqüent trobar aquests ingredients ja molts en les tendes, de tal forma que resulta més fàcil elaborar-se. A Ghana és servit habitualment acompanyat d'una sopa de tomàquet, de nous, o acompanyada de tomàquets secs i servit amb una salsa picant. En el nord de Ghana se sol deixar reposar un parell de dies fins que fermenta.

### Àfrica Central
En Àfrica central se sol emprar arrels moltes, però és més freqüent afegir semolina de blat de moro, i fins i tot flocs instantanis de patata (puré de patata) i fins i tot arròs. La forma de preparació amb morter de fusta és similar a l'empleada en la part occidental d'Àfrica.